# Los cocodrilos (película)
Vorstadtkrokodile (Los cocodrilos en Hispanoamérica y Los Cocodrilos en España) es una película alemana de 2009 dirigida por Christian Dritter y protagonitada Nick Romeo Reimann.
Es la segunda adaptación cinematográfica de los libros del mismo nombre (1976) de Max von der Grün, la primera se hizo en 1977. La película ha sido también galardonada en múltiples ocasiones.

## Argumento
Los Cocodrilos son la pandilla divertida de la zona. Una noche unos ladrones asaltan el negocio de la madre de Hannes, uno de los miembros de la pandilla, y roban toda la mercadería.

## Premios

### 2009
En 2009, la película ganó el premio Elefante Blanco del festival de Múnich y dos premios en el Festival Cinekid.

### 2010
En 2010, la película ganó el premio del cine alemán a la mejor película infantil y otro en el Buster International Children's Film Festival.
Además, el actor Nick Romeo Reimann fue nominado en los Young Artist Awards en la categoría de mejor actor de reparto en una película extranjera.